# Lekkoatletyka na Letnich Igrzyskach Olimpijskich 1912 – bieg na 3000 m drużynowo mężczyzn

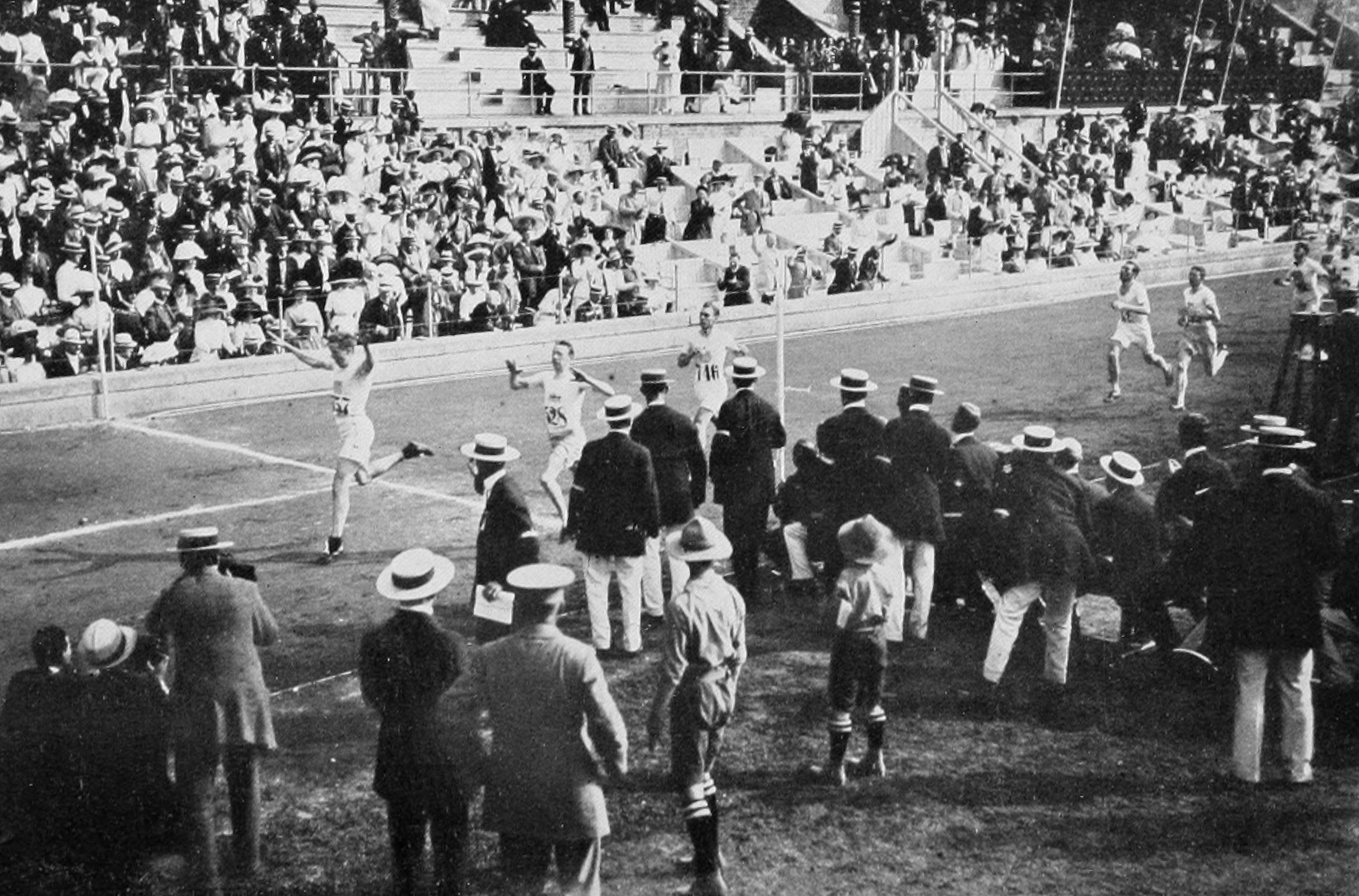
Przekraczanie mety w biegu finałowym

Bieg na 3000 metrów drużynowo mężczyzn był jedną z konkurencji lekkoatletycznych rozgrywanych podczas V Igrzysk Olimpijskich w Sztokholmie.
Były to czwarte zawody w biegu drużynowym w historii igrzysk, pierwszy raz na dystansie 3000 metrów. W każdym z biegów brało udział po pięciu reprezentantów każdego z krajów. Pierwsi trzej zawodnicy z każdej reprezentacji byli zawodnikami punktowanymi, na zasadzie pierwsze miejsce = jeden punkt. Drużyna z najmniejszą ilością punktów wygrywała.
Mistrzem olimpijskim w tej konkurencji została drużyna  Stanów Zjednoczonych.
W rywalizacji wzięło udział 24 biegaczy z pięciu reprezentacji.

## Wyniki

### Eliminacje
Wszystkie trzy biegi eliminacyjne rozegrane zostały w piątek, 12 lipca 1912 r.
Bieg 1
Wyniki drużynowe:
| Miejsce | Drużyna           | Punkty | Punkty | Punkty | Punkty | Uwagi |
| Miejsce | Drużyna           | 1      | 2      | 3      | Razem  | Uwagi |
| ------- | ----------------- | ------ | ------ | ------ | ------ | ----- |
| 1       | Stany Zjednoczone | 2      | 3      | 4      | 9      | Q     |
| 2       | Finlandia         | 1      | 5      | 6      | 12     |       |

Wyniki indywidualne:
| Miejsce | Zawodnik           | Czas    | Punkty |
| ------- | ------------------ | ------- | ------ |
| 1       | Hannes Kolehmainen | 8:36.9  | 1      |
| 2       | Abel Kiviat        | 8:46.3  | 2      |
| 3       | Tell Berna         | 8:50.2  | 3      |
| 4       | Norman Taber       | 8:51.1  | 4      |
| 5       | George Bonhag      | 8:52.2  | —      |
| 6       | Louis Scott        | 8:53.4  | —      |
| 7       | Albin Stenroos     | 8:54.1  | 5      |
| 8       | Viljam Johansson   | 8:57.2  | 6      |
| 9       | Aarne Lindholm     | 9:46.4  | —      |
| 10      | Matti Harju        | 10:10.6 | —      |

Bieg 2
Wyniki drużynowe:
| Miejsce | Drużyna              | Punkty | Punkty | Punkty | Punkty | Uwagi |
| Miejsce | Drużyna              | 1      | 2      | 3      | Total  | Uwagi |
| ------- | -------------------- | ------ | ------ | ------ | ------ | ----- |
| 1       | Szwecja              | 2      | 3      | 4      | 9      | Q     |
| 2       | Cesarstwo Niemieckie | 1      | 5      | 6      | 12     |       |

Wyniki indywidualne:
Wszyscy zawodnicy szwedzcy przekroczyli linię mety "ramię w ramię".
| Miejsce | Zawodnik        | Czas         | Punkty |
| ------- | --------------- | ------------ | ------ |
| 1       | Erwin von Sigel | 9:06.8       | 1      |
| 2       | Bror Fock       | 9:14.7       | 2      |
| 2       | Nils Frykberg   | 9:14.7       | 3      |
| 2       | Ernst Wide      | 9:14.7       | 4      |
| 2       | Thorild Olsson  | 9:14.7       | —      |
| 2       | John Zander     | 9:14.7       | —      |
| 7       | Georg Amberger  | 9:32.5       | 5      |
| 8       | Gregor Vietz    | 9:34.2       | 6      |
| –       | Georg Mickler   | Nie ukończył | —      |

Bieg 3
Brytyjczycy wygrali walkowerem.
Wyniki drużynowe:
| Miejsce | Drużyna         | Punkty | Punkty | Punkty | Punkty | Uwagi |
| Miejsce | Drużyna         | 1      | 2      | 3      | Total  | Uwagi |
| ------- | --------------- | ------ | ------ | ------ | ------ | ----- |
| 1       | Wielka Brytania | 1      | 2      | 3      | 6      | Q     |

Wyniki indywidualne:
Wszyscy zawodnicy brytyjscy przekroczyli linię mety "ramię w ramię".

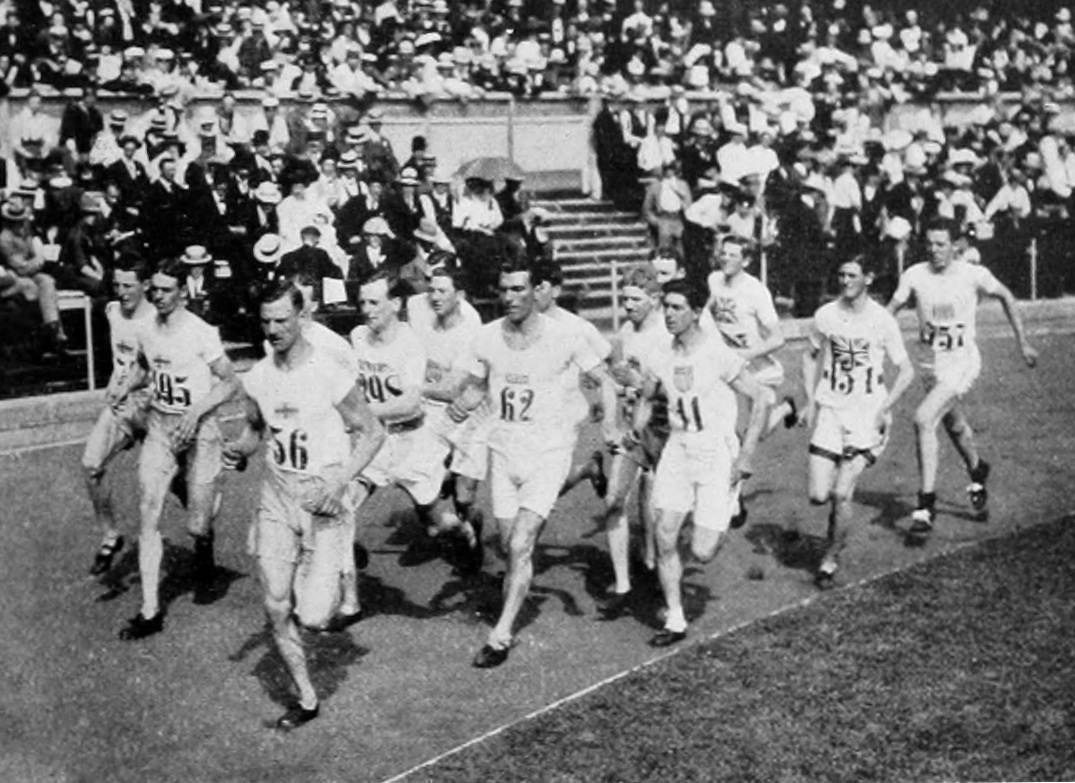
Bieg finałowy

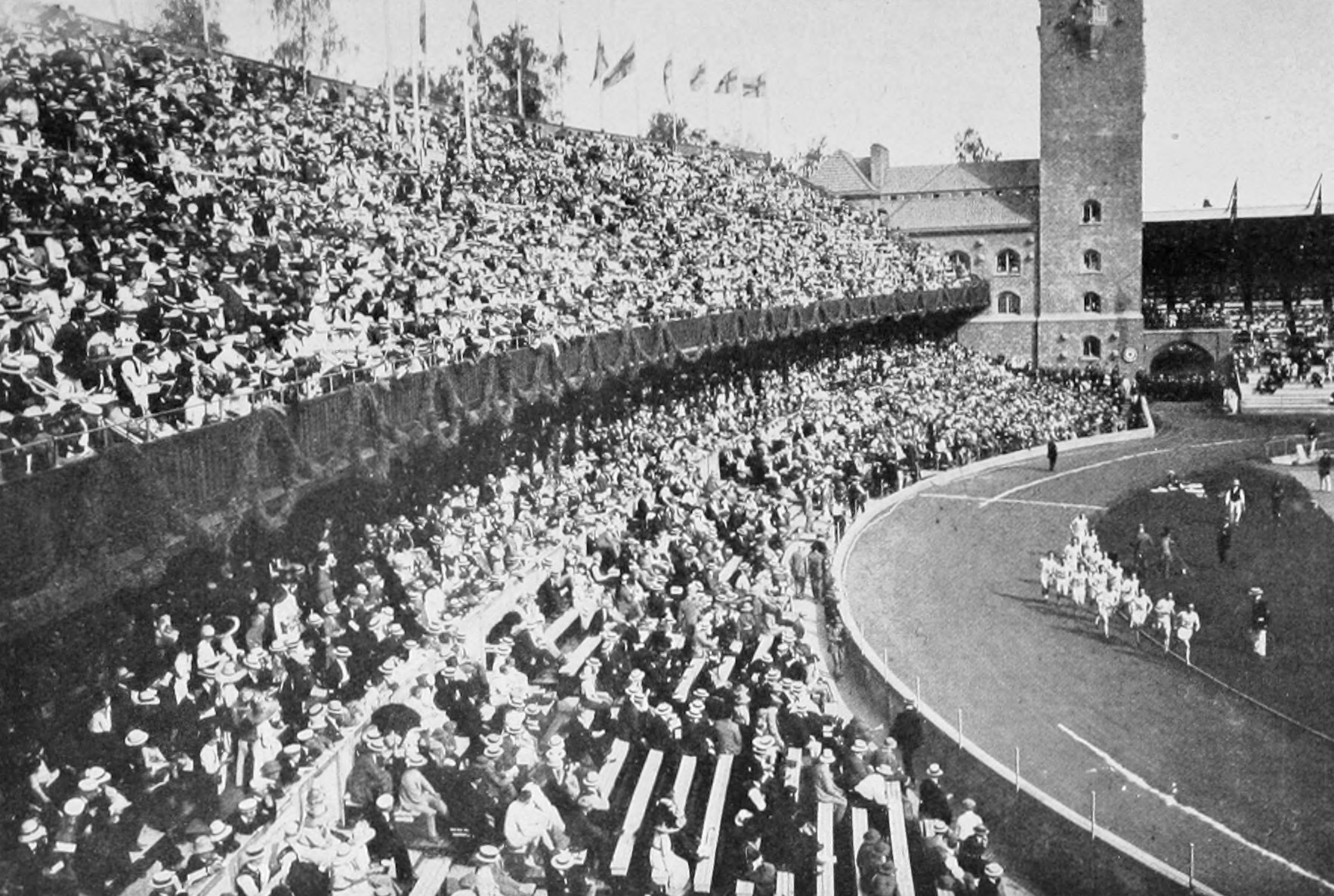
Bieg finałowy

| Miejsce | Zawodnik      | Czas    | Punkty |
| ------- | ------------- | ------- | ------ |
| 1       | Cyril Porter  | 10:21.6 | 1      |
| 1       | Edward Owen   | 10:21.6 | 2      |
| 1       | William Moore | 10:21.6 | 3      |
| 1       | George Hutson | 10:21.6 | —      |
| 1       | Joe Cottrill  | 10:21.6 | —      |

### Finał
Finał rozegrano w sobotę, 13 lipca 1912 r.
Wyniki drużynowe:
| Miejsce | Drużyna           | Punkty | Punkty | Punkty | Punkty |
| Miejsce | Drużyna           | 1      | 2      | 3      | Razem  |
| ------- | ----------------- | ------ | ------ | ------ | ------ |
| 1       | Stany Zjednoczone | 1      | 3      | 5      | 9      |
| 2       | Szwecja           | 2      | 4      | 7      | 13     |
| 3       | Wielka Brytania   | 6      | 8      | 9      | 23     |

Wyniki indywidualne:
| Miejsce | Zawodnik       | Czas         | Punkty |
| ------- | -------------- | ------------ | ------ |
| 1       | Tell Berna     | 8:44.6       | 1      |
| 2       | Thorild Olsson | 8:44.6       | 2      |
| 3       | Norman Taber   | 8:45.2       | 3      |
| 4       | Ernst Wide     | 8:46.2       | 4      |
| 5       | George Bonhag  | 8:46.6       | 5      |
| 6       | Joe Cottrill   | 8:46.8       | 6      |
| 7       | Bror Fock      | 8:47.2       | 7      |
| 8       | George Hutson  | 8:47.2       | 8      |
| 9       | Cyril Porter   | 8:48.0       | 9      |
| 10      | John Zander    | 8:48.9       | —      |
| 11      | Nils Frykberg  | 8:49.0       | —      |
| 12      | Edward Owen    |              | —      |
| –       | Abel Kiviat    | Nie ukończył | —      |
| –       | William Moore  | Nie ukończył | —      |
| –       | Louis Scott    | Nie ukończył | —      |